# Rivière au Poivre
Pour les articles homonymes, voir Poivre.
La rivière au Poivre est un affluent de la rivière Onatchiway (versant de la rivière Shipshaw), coulant sur la rive Nord-Ouest du fleuve Saint-Laurent, dans le territoire non organisé Mont-Valin, dans la municipalité régionale de comté (MRC) Le Fjord-du-Saguenay, dans la région administrative de la Saguenay-Lac-Saint-Jean, dans la Province de Québec, au Canada.
La rivière au Poivre coule entièrement dans la zec Onatchiway. La foresterie constitue la principale activité économique du secteur ; les activités récréotouristique, en second.
Surtout pour les besoins de la foresterie et des activités récréotouristiques, une route forestière secondaire dessert tout le tour du lac au Poivre et d’autres routes la partie supérieure de cette vallée,,
La surface de la rivière au Poivre habituellement gelée de la fin novembre au début avril, toutefois la circulation sécuritaire sur la glace se fait généralement de la mi-décembre à la fin mars.

## Géographie
Les principaux bassins versants voisins de la rivière au Poivre sont :
- Côté Nord : Rivière Onatchiway, lac Florence, lac des Baies, réservoir Pipmuacan, lac Rouvray ;
- Côté Est : Ruisseau de la Forge, lac Bergeron, rivière François-Paradis, rivière aux Sables ;
- Côté Sud : Lac au Poivre, ruisseau de la Cavale, rivière de la Tête Blanche, rivière à la Hache ;
- Côté Ouest : Rivière Onatchiway, rivière Shipshaw, Petit lac Onatchiway, rivière Péribonka[2].

La rivière au Poivre prend sa source à l’embouchure du lac de la Tête (longueur : 0,5 km ; altitude : 639 m), en zone forestière. Ce lac est situé à :
- 19,0 km au Sud-Ouest du lac Itomamo ;
- 32,1 km au Sud-Est du réservoir Pipmuacan ;
- 11,1 km à l’Est de l’embouchure de la rivière au Poivre (confluence avec la rivière Onatchiway) ;
- 25,9 km au Sud-Est du barrage de l’embouchure du lac Pamouscachiou (réservoir Pipmuacan)[2].

À partir de l’embouchure du Lac de la tête, le cours de la rivière au Poivre descend sur 20,2 km selon les segments suivants :
- 2,5 km vers le Sud-Ouest, en traversant le lac du Tentement et le lac des Neiges (altitude : 609 m), jusqu’à l’embouchure de ce dernier ;
- 1,6 km vers le Nord-Ouest jusqu’à un ruisseau (venant du Nord) ;
- 6,7 km vers le Sud jusqu’à la rive Nord du lac au Poivre ;
- 2,0 km vers le Sud-Ouest en traversant la partie Nord-Ouest du lac au Poivre (longueur : 6,2 km ; altitude : 517 m) ;
- 7,4 km vers le Nord-Ouest, en deux séries de montagnes, jusqu’à son embouchure. Cette rivière est bien encaissée entre les montagnes dont les sommets atteignent 671 m au Nord et 654 m au Sud[2].

L'embouchure de la rivière au Poivre se déverse sur la rive Nord-Est du lac Louise lequel est traversé par la rivière Onatchiway dans le territoire non organisé de Mont-Valin. Cette confluence de la rivière au Poivre située à :
- 8,6 km au Nord-Est de l’embouchure de la rivière Onatchiway (confluence avec le Petit lac Onatchiway) ;
- 28,5 km au Nord du barrage Onatchiway, situé à l’embouchure du lac Onatchiway ;
- 80,6 km au Nord du centre-ville de Chicoutimi (désignée « Saguenay ») ;
- 85,5 km au Nord-Est du centre-ville de Alma ;
- 140,8 km au Nord-Ouest de l’embouchure de la rivière Saguenay[2].

À partir de l’embouchure de la rivière au Poivre, le courant descend la rivière Onatchiway vers le Sud-Est notamment en traversant le lac Louise sur 4,6 km vers l’Est, puis emprunte la rivière Shipshaw vers le Sud, d’abord en traversant notamment le Petit lac Onatchiway, le lac Onatchiway, puis le lac La Mothe, avant de se déverser sur la rive Nord de la rivière Saguenay.

## Toponymie
La rivière au Poivre doit son nom au lac au Poivre, qui est situé le long de la rivière. Quant au lac, il est mentionné dans un rapport de l'arpenteur William Tremblay en 1898. Il dénote entre autres l'abondance d'épinette noire et la présence de bouleau. Le nom est probablement dû à la présence de myrique baumier, un arbuste, qui était aussi surnommé autrefois « poivrier ».
Le toponyme rivière au Poivre a été officialisé le 5 décembre 1968 à la Banque des noms de lieux de la Commission de toponymie du Québec, soit à la création de cette commission.